# Lamprinodes
Lamprinodes är ett släkte av skalbaggar som beskrevs av Luze 1901. Lamprinodes ingår i familjen kortvingar.
Släktet innehåller bara arten Lamprinodes saginatus.